# Гусево (Тверская область)
Гусево — деревня в Оленинском муниципальном округе Тверской области, до 2019 года являлась центром Гусевского сельского поселения.

## География
Расположена на берегу речки Хватылянка (приток Лучесы) в 15 км на юго-запад от посёлка Оленино.

## История
В конце XIX — начале XX века деревня входила в состав Глуховской волости Бельского уезда Смоленской губернии. 
С 1929 года деревня являлась центром Гусевского сельсовета Оленинского района Ржевского округа Московской области, с 1935 года — в составе Калининской области, с 1994 года — центр Гусевского сельского округа, с 2005 года — центр Гусевского сельского поселения, с 2019 года — в составе Оленинского муниципального округа.
В 1973 году в деревне создан совхоз «Гусевский». 

## Население
| 1859 | 1883 | 1920 | 1997 | 2002 | 2010 |
| ---- | ---- | ---- | ---- | ---- | ---- |
| 74   | ↗84  | ↗113 | ↗310 | ↘227 | ↘203 |

## Инфраструктура
В деревне имеются Гусевская основная общеобразовательная школа, детский сад, дом культуры, фельдшерско-акушерский пункт, отделение почтовой связи.